# Neparmitz
Neparmitz ist ein Ortsteil der Gemeinde Poseritz im Landkreis Vorpommern-Rügen in Mecklenburg-Vorpommern.

## Geografie und Verkehrsanbindung
Neparmitz liegt östlich des Kernortes Poseritz. Die Landesstraße L 29 verläuft nördlich und die L 30 östlich.

## Sehenswürdigkeiten
- Gut Neparmitz